# Mykola Vynnytchenko
Mykola Oleksiyovytch Vynnytchenko (en ukrainien : Микола Винниченко), né le 12 novembre 1958 à Petrovsk, est un athlète soviétique de nationalité ukrainienne, spécialiste de la marche.
Il remporte la médaille de bronze du 10 000 m marche lors des Championnats d'Europe juniors de 1975 à 16 ans, puis deux ans après la médaille d'or à Donetsk, avec le record des championnats en 41 min 31 s 6. En 1979, il remporte le 20 km marche lors des Spartakiades soviétiques en 1 h 22 min 29 s, nouveau record des Jeux. Il se classe 3e la même année à la Coupe du monde de marche, derrière Daniel Bautista et Boris Yakovlev. Son temps, de 1 h 20 min 5 s, aurait été son record personnel mais la distance de cette épreuve est incertaine. Il détient le record d'Ukraine du 20 000 m marche en 1 h 21 min 47 s obtenu le 6 septembre 1980 à Donetsk.